# كلية ود مدني للعلوم الطبية والتكنولوجيا
جامعة ود مدني للعلوم الطبية والتكنولوجيا (بالإنجليزية: Wad Madani University for Medical Sciences and technology Technology)‏ إحد الجامعات الطبية والعلمية المتميزة في ولاية الجزيرة وتقع الجامعة في ولاية الجزيرة مدينة ود مدني، وقد تم إنشائها في العام 2008 كـ مدرسة طبية لكن الفكرة أصبحت واقع في العام 2012 وتم إضافة برنامجيين: الطب، والتمريض وبعدها أضيف الصيادلة وتقنية المعلومات والمختبرات واداره; وإحد الأهداف الرئيسية تخريج أطباء يتولون دورًا فاعلًا في تطوير الخدمات الصحية وطنيًا ودوليًا وتحقيق هدف العدالة للصحة.